# Henry B. Goodwin
Henry Buergel Goodwin (geboren als Heinrich Bürgel 20. Februar 1878 in München; gestorben 11. September 1931 in Stockholm) war ein deutsch-schwedischer Linguist und Porträtfotograf.

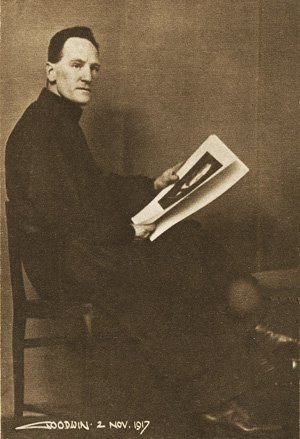
Selbstporträt (1917)

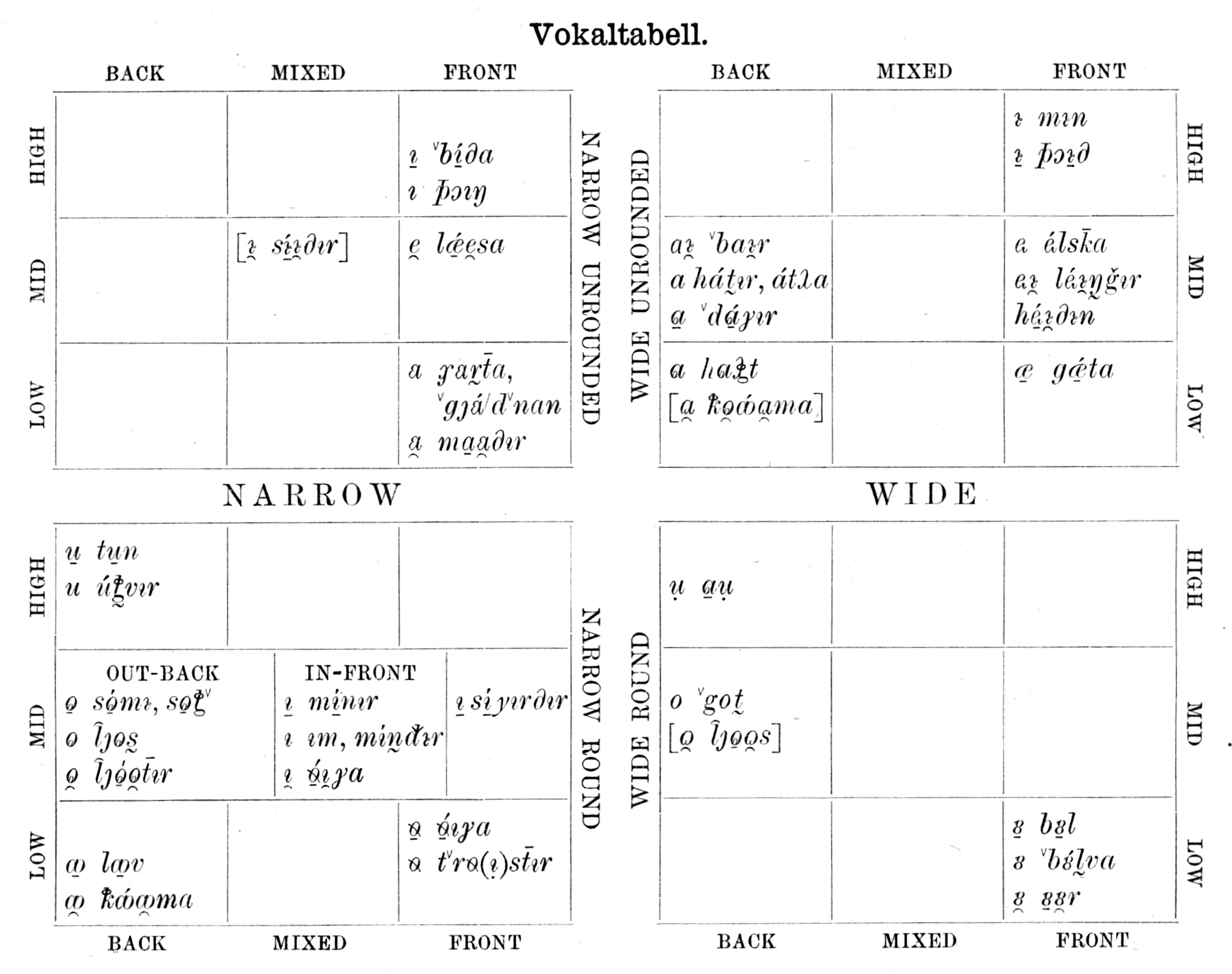
Vokale im Isländischen (1908)

## Leben
Heinrich Bürgel war ein Sohn des Landschaftsmalers Hugo Bürgel (1853–1903). Er studierte Skandinavistik an der Universität Leipzig und wurde mit der Dissertation Konungsannáll. Annales Islandorum Regii 1903 promoviert. Er interessierte sich für die Fotografie und wurde im Atelier von Nicola Perscheid angelernt. Bürgel heiratete 1903 Hildegard Gassner, sie zogen 1904 nach Schweden. Die Ehe wurde 1909 geschieden, und Gassner zog 1912 mit den drei Kindern wieder nach Deutschland. Er war in zweiter Ehe mit der Lehrerin Ida Helander (1874–1963) verheiratet.
Bürgel fand 1906 eine Stelle als Assistent an der Universität Uppsala. 1908 erhielten sie die schwedische Staatsbürgerschaft. Bürgel begann nun, seinen Familiennamen zu verändern und hatte verschiedene Lösungen bis zu der anglisierten Form Henry B. Goodwin. Als seine akademische Karriere stockte, holte sich Goodwin 1913 das nötige Rüstzeug zum Berufsfotografen bei Nicola Perscheid und eröffnete 1916 in Stockholm ein Atelier, mit dem er die Anerkennung der  gehobenen Gesellschaft Stockholms erhielt.

Fotografien
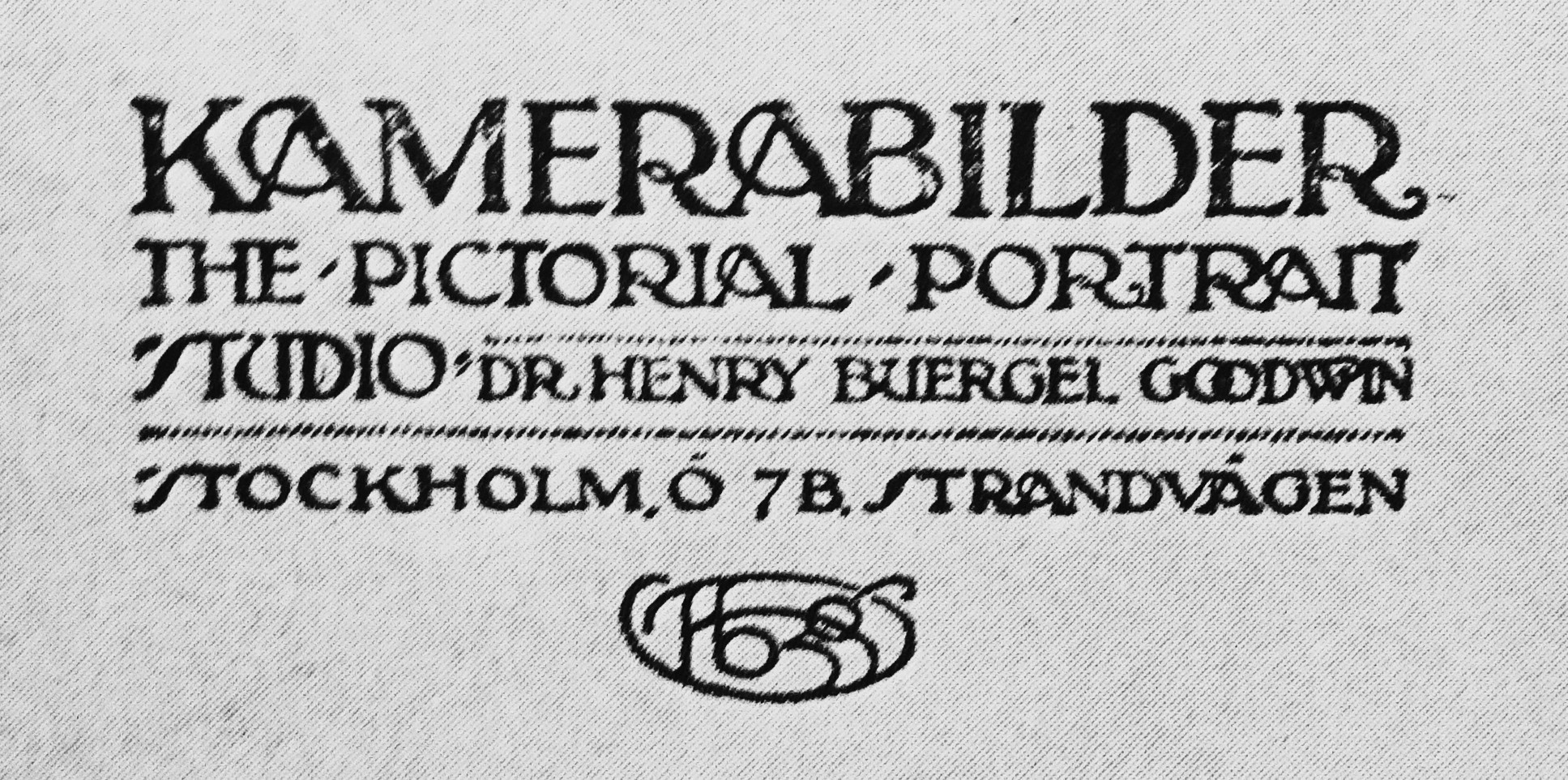
Impressum (1914)
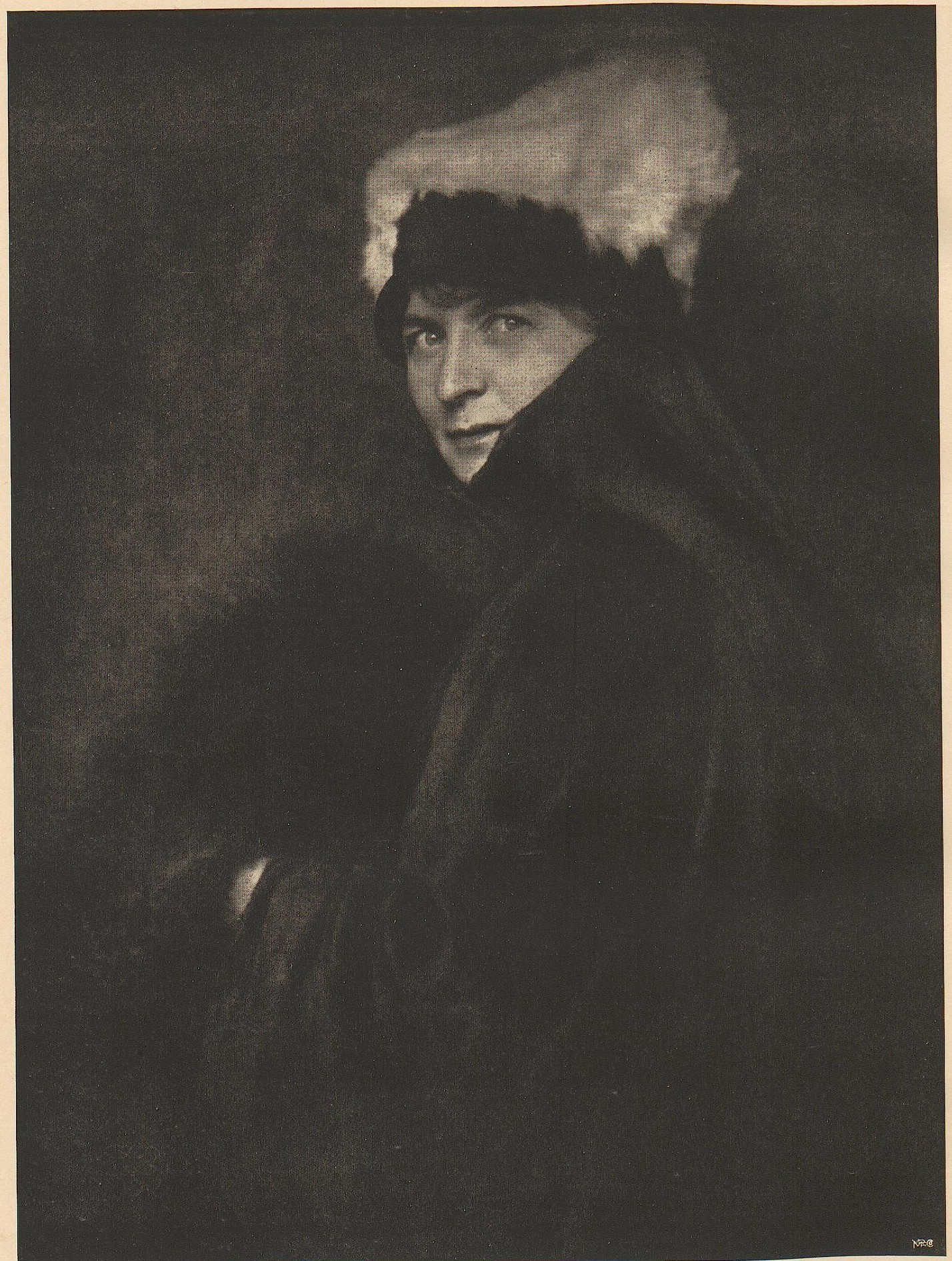
Ida Buergel Goodwin (1918)
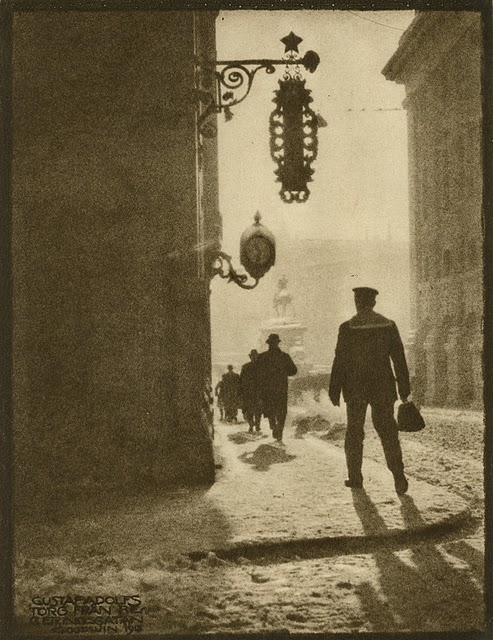
Stockholm (1916)
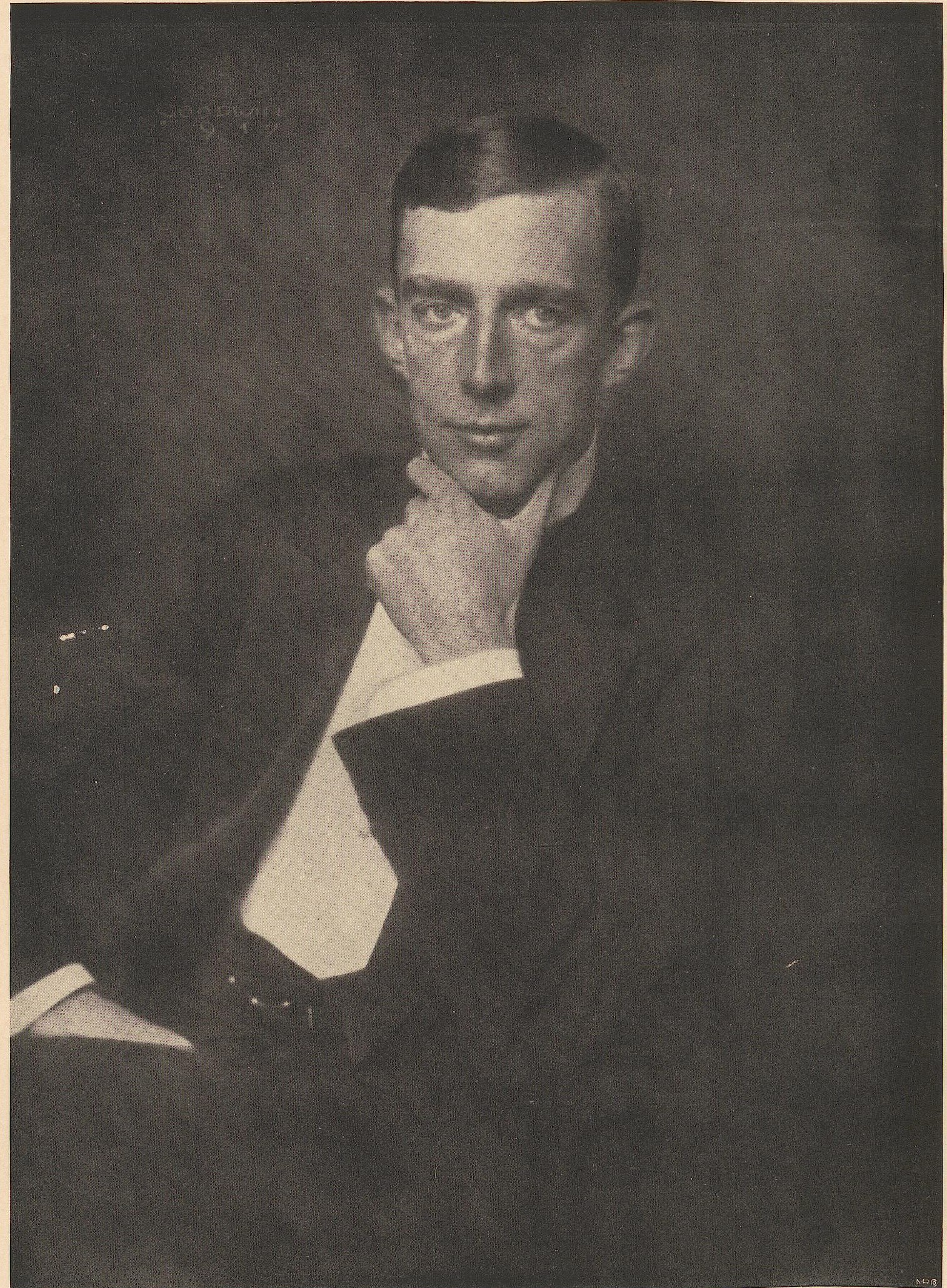
Prins Wilhelm av Sverige (1917)
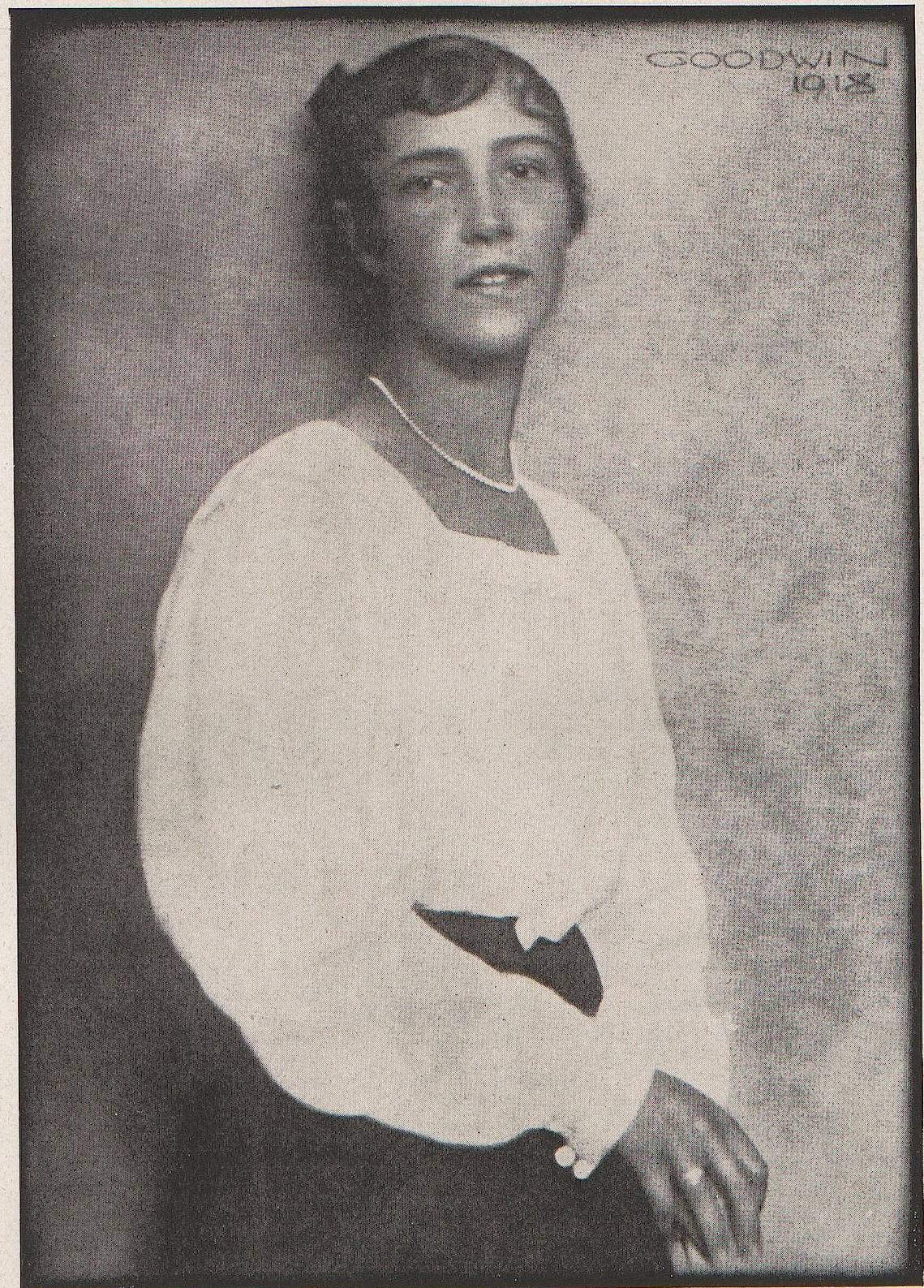
Kerstin Strindberg (1918)
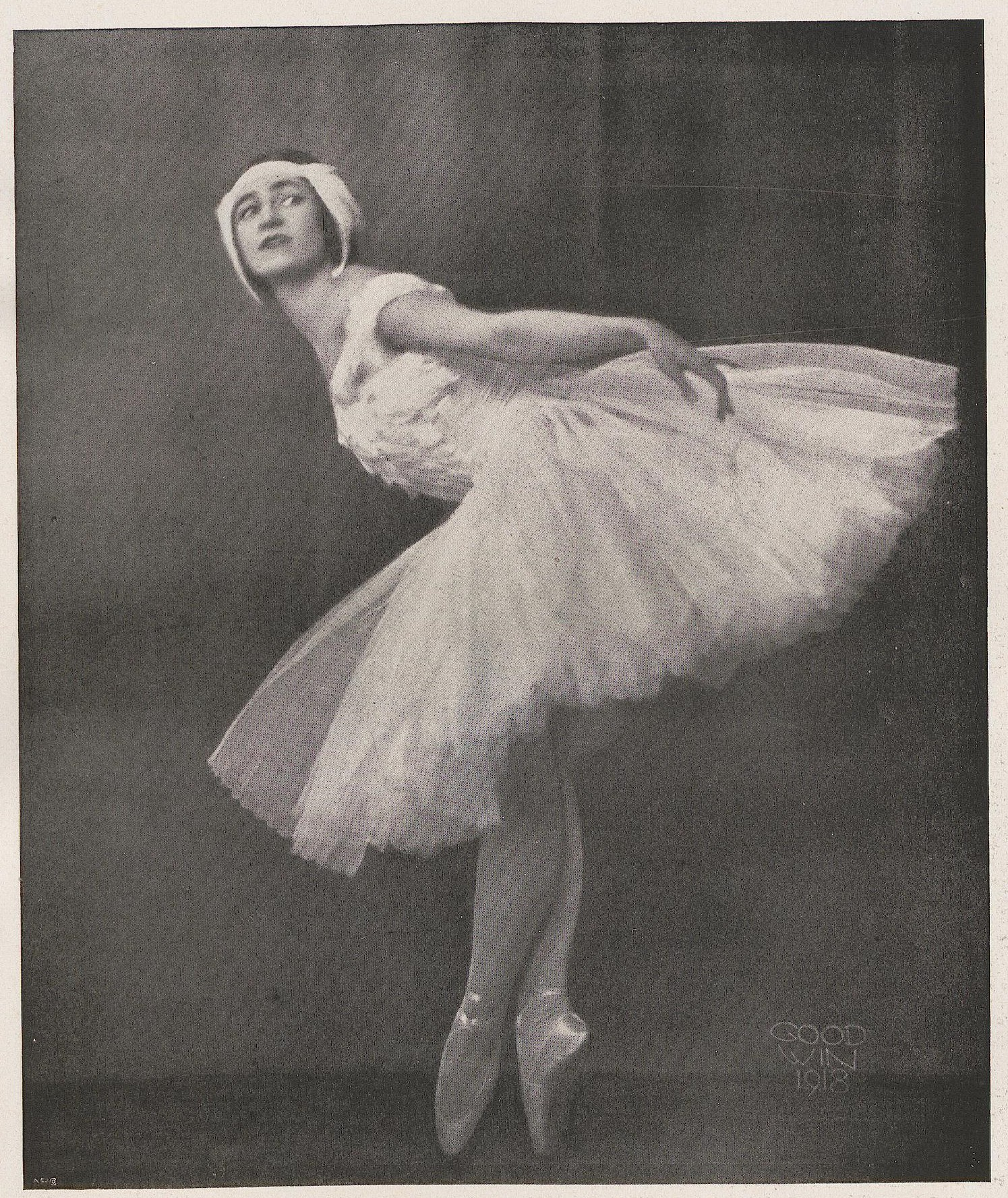
Jenny Hasselquist (1918)
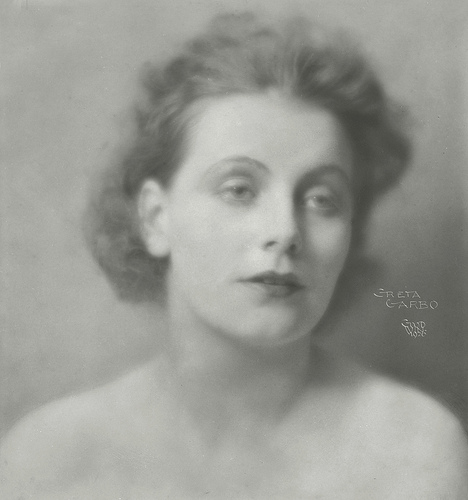
Greta Garbo (1924)
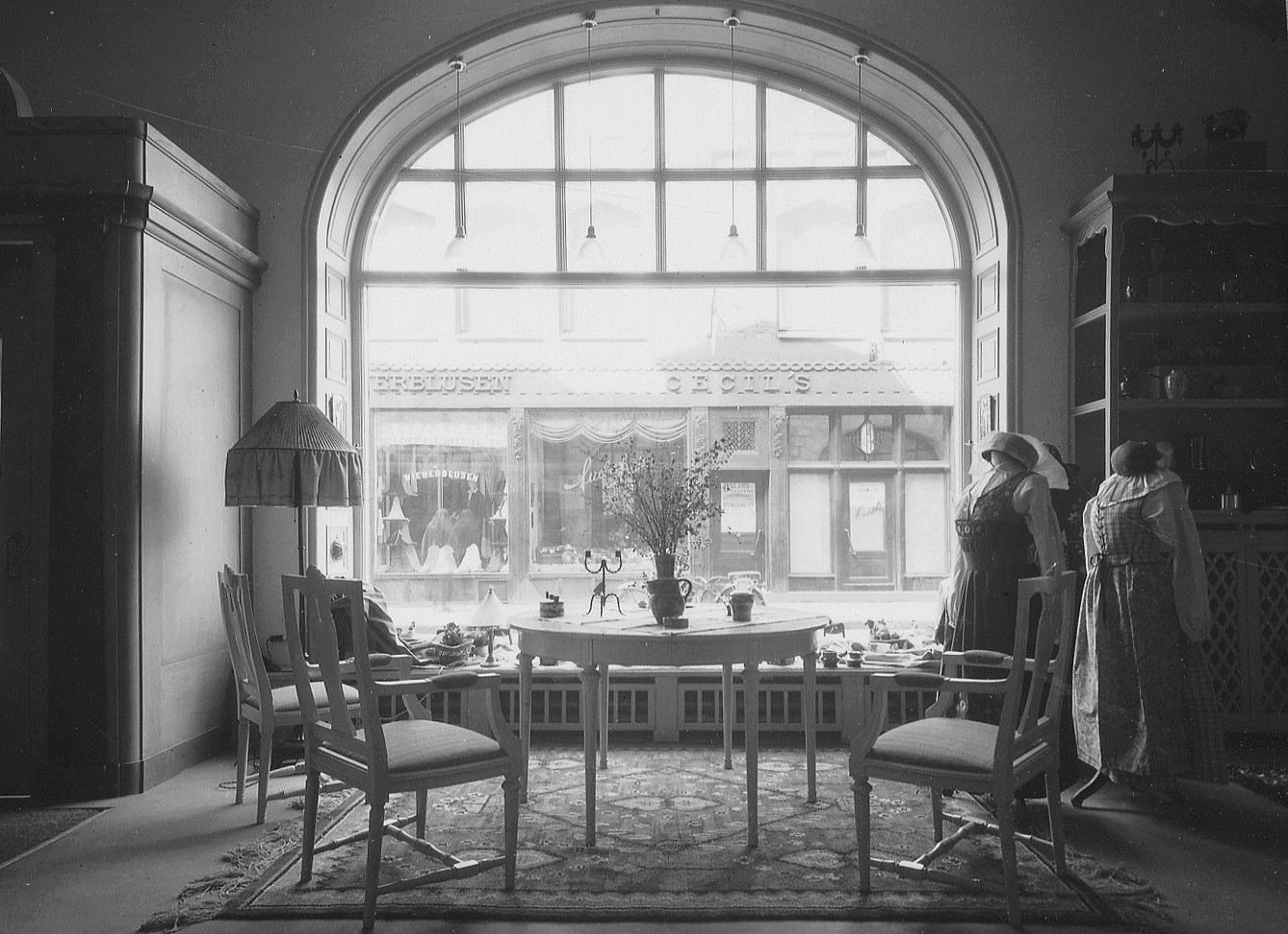
Svensk Hemsjöjd (1926)

## Schriften (Auswahl)
- Konungs annáll "Annales Islandorum regii" : Isländska handskriften n:o 2087 4:to den gamla samlingen på det stora kungliga biblioteket i Köpenhamn / i diplomatariskt avtryck uitgifven av H. Buergel Goodwin. Uppsala : Akademiska boktryckeriet Berling, 1906
- Über Umgangssprache in Südbayern. Uppsala : Berling, 1907
- Carl G. Laurin: Schweden im Auge des Künstlers. Übersetzung ins Deutsche Henry Buergel Goodwin. Stockholm, 1911
- Kasimir Edschmid: Henry Buergel Goodwin [mit einer Nachschrift von H. Buergel Goodwin], in: Deutsche Kunst und Dekoration; 44(1919), S. 122–132 (Porträts)
- Otto Jespersen: Lehrbuch der Phonetik. Übersetzung Heinrich Buergel Goodwin. 4. Aufl., unveränd. anastat. Nachdr. d. 3. Aufl. Leipzig; Berlin : Teubner, 1926
- Täppan som sommarnöje. Trädgårdsboken för nybörjaren. Stockholm, 1925
- Doktor Goodwins lilla katekes med frågor och svar för den som kring sitt hem vill odla blommor. Stockholm, 1928
- Svenskt-engelskt parlörlexikon. En rådgivare på resor i England och Amerika. Stockholm, 1928
- Kamerabilden. En orientering för envar med ett hundratal praktiska vinkar. Stockholm, 1929